# Megalepthyphantes collinus
Megalepthyphantes collinus is een spinnensoort in de taxonomische indeling van de hangmatspinnen (Linyphiidae).
Het dier behoort tot het geslacht Megalepthyphantes. De wetenschappelijke naam van de soort werd voor het eerst geldig gepubliceerd in 1872 door Ludwig Carl Christian Koch.